# ワイアット・アル・フセッシーニ
ワイアット・アル・フセッシーニ（アラビア語: وليد حساين الحسيني、1989年6月25日 - ）は、 パレスチナのエッセイスト、作家、ブロガーである。
2010年10月、パレスチナ自治政府は、Facebookやブログの記事でイスラム教徒を侮辱したとして逮捕した。 彼の逮捕は国際的な注目を集めた。 彼は後に逃亡をしてフランスへ渡り亡命を成功させた。
2013年には、フランスのイスラム教徒協議会を設立し、2015年には彼の最初の本を出版した。

## 著作
- Blasphémateur ! : les prisons d'Allah, 2015, Grasset (ISBN 978-2-246-85461-6)
  - English translation: Al-Husseini, Waleed (2017). The Blasphemer: The Price I Paid for Rejecting Islam. New York City: Skyhorse Publishing. ISBN 9781628726756
- Une trahison française : Les collaborationnistes de l'islam radical devoilés ("A French Treason: The Collaborators of Radical Islam Unveiled"), 2017, Éditions Ring ISBN 979-1091447577